# Malin Brolund
Malin Brolund (* 15. März 1994) ist eine schwedische Unihockeyspielerin, die beim Nationalliga-A-Verein UHV Skorpion Emmental unter Vertrag steht.

## Karriere
Brolund spielte vor ihrem Wechsel in der Schweiz beim fünftklassigen Team Frötuna IBF. Anschliessend schloss sie sich für eine Saison dem UHC Winterthur United an. Nach einer Saison wechselte Brolund in die Nationalliga B zu den Floorball Riders Dürnten-Bubikon-Rüti an. Nach vier Jahren in der Nationalliga B schloss sie sich Zug United aus der höchsten Spielklasse an. Nach der ersten Saisonhälfte und vor Ablauf der Transferperiode schloss sie sich den Red Ants Rychenberg Winterthur an. Nach Ablauf der Saison schloss sich Brolund Unihockey Red Lions Frauenfeld an. Nach einer Saison zog sie erneut weiter zum UHV Skorpion Emmental.